# Gaetano Petrotta
Gaetano Petrotta (Papa Tanin Petrotë in lingua arbëresh; Piana degli Albanesi, 18 giugno 1882 – Piana degli Albanesi, 30 dicembre 1952) è stato un presbitero, filologo e linguista italiano di etnia albanese (arbëreshe).

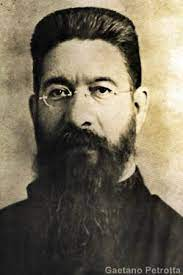
Papas Gaetano Petrotta

Papàs di rito greco-bizantino, canonico della Cattedrale di Piana degli Albanesi, albanologo, filologo, scrittore, linguista e professore di Filologia bizantina, fondò e insegnò per primo alla Cattedra di Lingua e letteratura albanese presso l'ateneo di Palermo. 
Occupa un posto di grande rilievo nella storia albanologica internazionale, riconosciuto il pregio di aver assicurato un notevole contributo alla nascita e allo sviluppo di una moderna cultura scientifica albanologica nella fase più cruciale della sua storia, tra la fine dell'Ottocento e la prima metà del Novecento.

## Biografia
Formatosi presso il Seminario Italo-Albanese di Palermo, dove compì i suoi primi passi nel campo dell'albanologia, Petrotta si conquistò giovanissimo la fama di esperto conoscitore della lingua e della cultura albanese, occupandosi in particolare di studi storici della letteratura panalbanese e delle connesse discipline filologiche.
Sostenne la cultura albanese in Sicilia e si occupò delle attività culturali dell'Eparchia di Piana degli Albanesi, eletta con decreto pontificio nel 1937, prima coadiuvando come redattore la rivista domenicale Fjala e t'Inzoti fondata da monsignor Paolo Schirò e poi fondando la Rivista italo-albanese, che diresse insieme al fratello Rosolino.
Tra la fine del XIX e il XX secolo Petrotta avviò l'analisi filologica dei più antichi monumenti della lingua albanese, intervenendo nel dibattito allora in corso. Produsse in particolare uno studio su un catechismo albanese curato da Marchianò nel quale delineava i criteri filologici applicati all'albanologia, e analizzò il Messale di Gjon Buzuku (1555).
Tra il 1933 e il 1934 ricevette l'incarico di tenere corsi di lingua e letteratura albanese presso la facoltà di Lettere dell'Università di Palermo, incarico che mantenne sino alla morte.

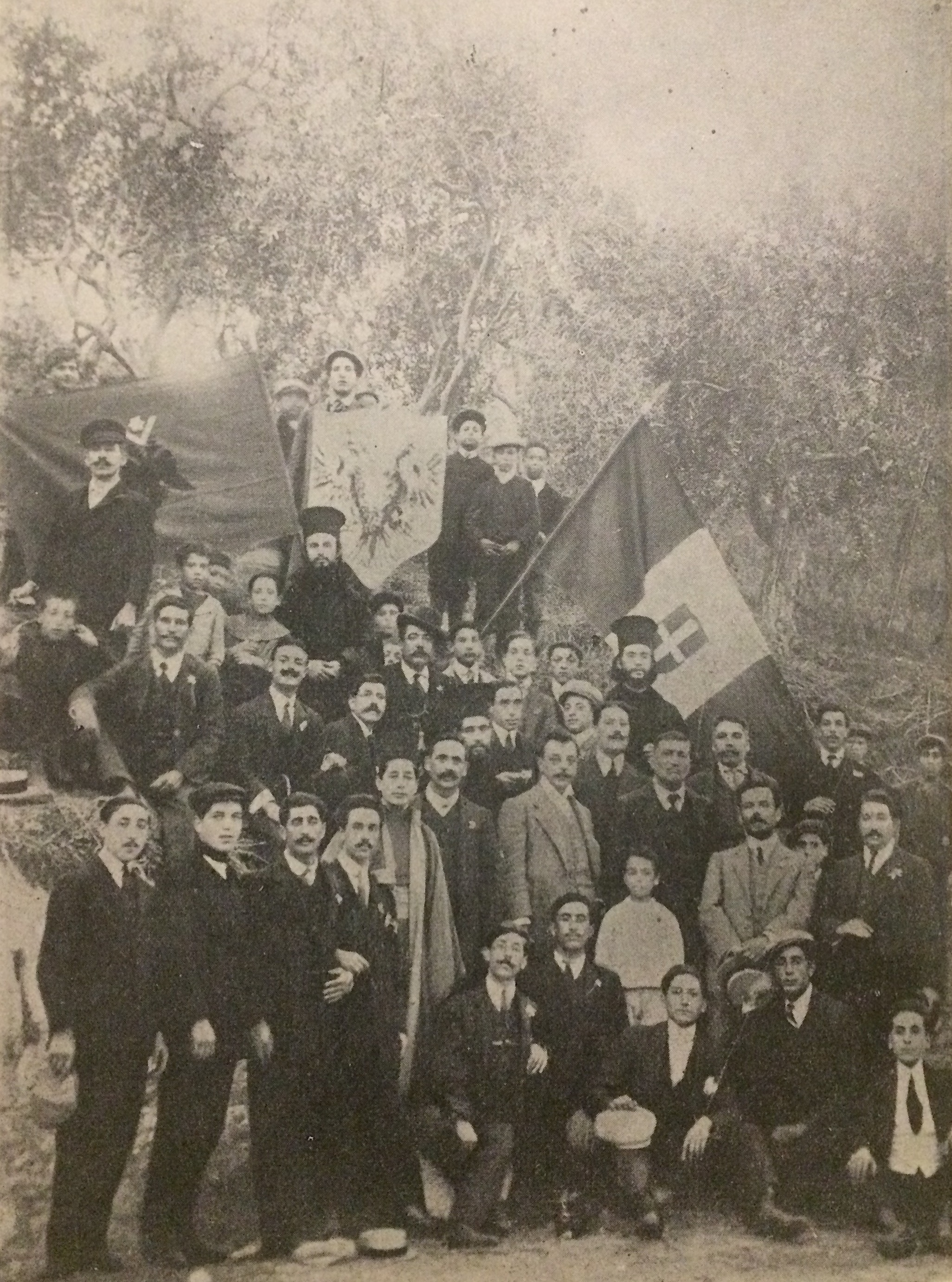
"Manifestazione Pro Albania" a Piana degli Albanesi (1911). Al centro, papàs Gaetano Petrotta.

Pubblicò manuali specializzati, tra i quali Popolo, lingua e letteratura albanese e Svolgimento storico della letteratura albanese, numerosi contributi critici in riviste specializzate e sintesi critico-biografiche dei più importanti letterati albanesi.
Per tanti anni sacerdote nella chiesa Madonna del Rosario di Piana degli Albanesi, fu Canonico della Cattedrale di San Demetrio Megalomartire, prima segretario e poi V. Direttore Nazionale dell'Associazione Cattolica Italiana per l'Oriente cristiano, membro effettivo del R. Istituto di Studi albanesi di Tirana (Albania), Commendatore dell'Ordine di Skanderbeg, membro dell'Istituto di Studi Adriatici di Venezia, della Accademia di Scienze, Lettere ed Arti di Palermo e Segretario della Lega Italo-Albanese. Si occupò dei rapporti italo-albanesi anche nell'ambito della sua attività pastorale ed ecumenica: grazie al suo impegno fu realizzata la serie di incontri ecumenici delle Settimane orientali, con al centro le comunità albanesi d'ltalia come punto di contatto della spiritualità bizantino-orientale e del cattolicesimo romano. 
Fu fondatore e titolare della Cattedra di Lingua e Letteratura Albanese presso l'Università di Palermo dalla sua istituzione sino al 1952.
Morì a Piana degli Albanesi il 30 dicembre 1952, all'età di 70 anni.

## Opere principali
- L'Albania e gli Albanesi, Ant. Trimarchi Editore, Palermo 1913.
- Saggio di Bibliografia Albanese 1500 - 1930, Seminario Italo-Albanese, Palermo 1931.
- Popolo, Lingua e Letteratura albanese, Saggio Monografico, tip. Pontificia, Palermo 1932.
- La questione etnico linguistica greco-albanese, Palermo, s.e., 1950.
- Poeti siculo-albanesi, Palermo, s.e., 1950.
- Enciclopedia dell'Albania Letteraria.
- Svolgimento Storico della Letteratura Albanese, Scuola tip. Boccone del Povero, Palermo 1950.
- Valori religiosi e culturali delle Colonie Siculo-Albanesi in Estratto-Bollettino di Grottaferrata, vol.III,fasc.I, Grottaferrata 1949.